# Pedro Monteiro
Pedro Monteiro (Rio de Janeiro, 22 de julho de 1975) é um nadador brasileiro.

## Trajetória esportiva
Em 1996, Pedro Monteiro esteve a poucos centésimos do índice para participar dos 200 metros borboleta nas Olimpíadas de 1996 em Atlanta, mas não se qualificou. No final do ano, ele quebrou seu primeiro e único recorde sul-americano, nos 200 metros borboleta em piscina curta, no Troféu José Finkel, com o tempo de 1m56s95.
No Campeonato Mundial de Natação em Piscina Curta de 1997 realizado em Gotemburgo, ele foi à final dos 200 metros borboleta, terminando em oitavo lugar.
No Campeonato Mundial de Esportes Aquáticos de 1998 em Perth, ficou em 18º lugar nos 200 metros borboleta, e 38º nos 100 metros borboleta.
No Campeonato Mundial de Natação em Piscina Curta de 2002 realizado em Moscou, terminou em 13º lugar nos 200 metros borboleta.
Participou do Campeonato Pan-Pacífico de Natação de 2002 em Yokohama, terminando em oitavo lugar nos 200 metros borboleta, e 14º nos 100 metros borboleta.
No Campeonato Mundial de Esportes Aquáticos de 2003 em Barcelona, ficou em 18º lugar nos 200 metros borboleta.
Participou dos Jogos Pan-Americanos de 2003 em Santo Domingo, e ganhou a medalha de bronze nos 200 metros borboleta.